# Síndrome de Costello
El Síndrome de Costello (SC) es una enfermedad congénita (que está presente desde el nacimiento) y multisistémica (que afecta a varios aparatos o sistemas del organismo), extremadamente rara, de la que hay descritos en la literatura menos de un centenar de casos, el origen genético parece involucrar una disfunción genético-metabólica.
Fue descrita por primera vez en 1987 por Costello, pero solo estudiado por especialistas clínicos a partir de los años 90. Se presenta con poca frecuencia, por lo que se incluye dentro de las enfermedades raras. Clínicamente se superpone con el Síndrome de Noonan y el Síndrome Cardio Facio Cutáneo(CFC).

## Síntomas
Se caracteriza por la presencia de retraso del crecimiento postnatal, retraso mental de grado moderado, facies típica: macrocefalia (cabeza inusualmente grande) moderada, implantación baja de las orejas, con lóbulos grandes y gruesos, labios inusualmente gruesos; y fosas nasales anormalmente anchas; hiperplasia (desarrollo excesivo de los tejidos) articular, pliegue nucal, piel laxa con pliegues anormalmente profundos en palmas, plantas y dedos, coloración oscura de la piel; hiperqueratosis (piel endurecida y seca) palmoplantar, en las palmas y plantas de los pies, articulaciones anormalmente flexibles de los dedos, papilomas (lesiones en la piel o en las mucosa, caracterizadas por la hipertrofia de las papilas) periorales y perinasales, que son una de las manifestaciones más características de la enfermedad, aunque pueden aparecer tardíamente.
Ocasionalmente presentan alteraciones del metabolismo de la glucosa; también existen algunos casos de anomalías congénitas del corazón y miocardiopatía (enfermedad del músculo del corazón) hipertrófica (hipertrofia es el desarrollo exagerado de un órgano)
Desde la infancia, las personas con síndrome de Costello tienen altos riesgos de desarrollar ciertos tumores de origen ectodérmico (que proviene de la ectodermis, la más externa de las tres capas del embrión, de la que se originan el sistema nervioso, órganos de los sentidos y epidermis) por lo general benigno. En cuanto a los tumores cancerosos, el más comúnmente relacionado con el síndrome es el rabdomiosarcoma, que aparece con frecuencia en la cabeza y cuello y con menor frecuencia en aparato genitourinario, extremidades y retroperitoneo). También se han reportado casos de neuroblastoma, ganglioneuroblastoma y de carcinoma transicional de hígado. Otros síntomas pueden incluir anormalidades músculo-esqueléticas, la desviación cubital de la muñneca y del quinto dedo de la mano son muy características, así como la retracción del talón de Aquiles (casi constante), la cifoescoliosis y la osteopenia, deterioro visual, reflujo gastroesofágico y anomalías endócrinas incluyendo retraso puberal.
La historia natural de la enfermedad evoluciona en dos fases: una con retraso en el desarrollo y el crecimiento debido a las dificultades para comer en la infancia siendo necesaria, en muchos casos, la colocación de sonda nasogástrica, gastrostomía o botón gástrico; contrastando con otra fase con ganancia de peso normal durante el resto de la vida
Los niños que padecen este síndrome pueden tener peso y talla normales al nacer, pero su crecimiento es más lento que el de otros niños. Por ello su estatura final es pequeña, en algunos casos existe una deficiencia de hormona del crecimiento. Existe poca información acerca de las personas adultas con el síndrome de Costello pero parece que suelen ser chicos de carácter afectuoso, sociable y alegre.

## Genética
Un alto porcentaje de los pacientes con Síndrome de Costello tienen una mutación germinal en el gen HRAS en el cromosoma 11p 13.3 que codifica para un miembro de la superfamilia de las pequeñas proteínas de unión GTP, por lo que se incluye dentro del grupo de enfermedades conocidas como rasopatías. Las mutaciones provocan una alteración de los mecanismos bioquímicos que controlan la diferenciación y división celular, ello causa predisposición al desarrollo de tumores malignos y benignos, pero aún no queda claro cómo las mutaciones en el gen HRAS pueden causar las otras características del síndrome, aun cuando muchos de los síntomas podrían resultar de un sobrecrecimiento celular y de una división celular anormal.
El Síndrome de Costello se hereda de forma autosómica dominante, lo que significa que basta una copia del gen alterado para provocar la enfermedad. La mayoría de los casos son resultado de mutaciones nuevas y se presentan en individuos cuyas familias no reportaban la presencia del mal en su historial médico. Hasta el año 2007 había entre 200 y 300 casos en el mundo, aunque probablemente existen casos no diagnosticados.